# Haßleben-Leuna-Gruppe
Die Haßleben-Leuna-Gruppe ist eine archäologische Kulturgruppe der späten römischen Kaiserzeit im Mittelelbe-Saale-Gebiet. Namengebend sind ein Gräberfeld von Haßleben und eines von Leuna. Die Kultur wird heute oft als Vorgängerin des Stamms der Thüringer angesehen.

## Forschungsgeschichte
Im Jahr 1834 wurde beim Kiesabbau nahe Leuna in Sachsen-Anhalt ein sehr reich ausgestattetes Grab aus der Zeit um 300 n. Chr. entdeckt. Die Fundgegenstände kamen zunächst in Privatbesitz, dann in den Kunsthandel und wurden schließlich vom British Museum in London aufgekauft. Der erste Elitegrabfund der Haßleben-Leuna-Gruppe ist seither in London ausgestellt.
In 1912 entdeckten Arbeiter nahe Haßleben in Thüringen ein ähnliches Grab wie in Leuna. Auf einem kleinen Friedhof mit mehreren reich ausgestatteten Gräbern befand sich die Grablege einer jungen Frau. Ihre Grabausstattung mit kostbaren Schmuckstücken aus Gold und Silber, römischen Gläsern und Metallgefäßen übertraf alles, was bislang bekannt war. Der Fund von Haßleben blieb für fast 100 Jahre das reichste germanische Fürstengrab in Deutschland.
Die außerdem in den Jahren 1917 und 1926 entdeckten Leunaer Grabfunde aus der Zeit um 300 n. Chr. werden seit ihrer Bergung vom Landesmuseum für Vorgeschichte in Halle (Saale) verwahrt. Auch in diesen Gräbern waren reiche Beigaben aus Edelmetall sowie seltene Importstücke aus dem Römischen Reich enthalten.
Mit der wissenschaftlichen Bearbeitung der Grabfunde von Haßleben und Leuna schrieb Walther Schulz zwei grundlegende Werke zur Haßleben-Leuna-Gruppe.
Viele ältere Fundstellen ließen sich jedoch nachträglich nicht mehr erforschen, da sie bereits mit der Entdeckung unsachgemäß zerstört wurden.
Im Jahr 1990 wurde durch Zufall das Fürstengrab von Gommern bei Magdeburg entdeckt, gleich gesichert und in nahezu ungestörtem Zustand untersucht. In Gommern gelang damit erstmals eine planmäßige archäologische Untersuchung mit modernen Methoden.

## Grabfunde

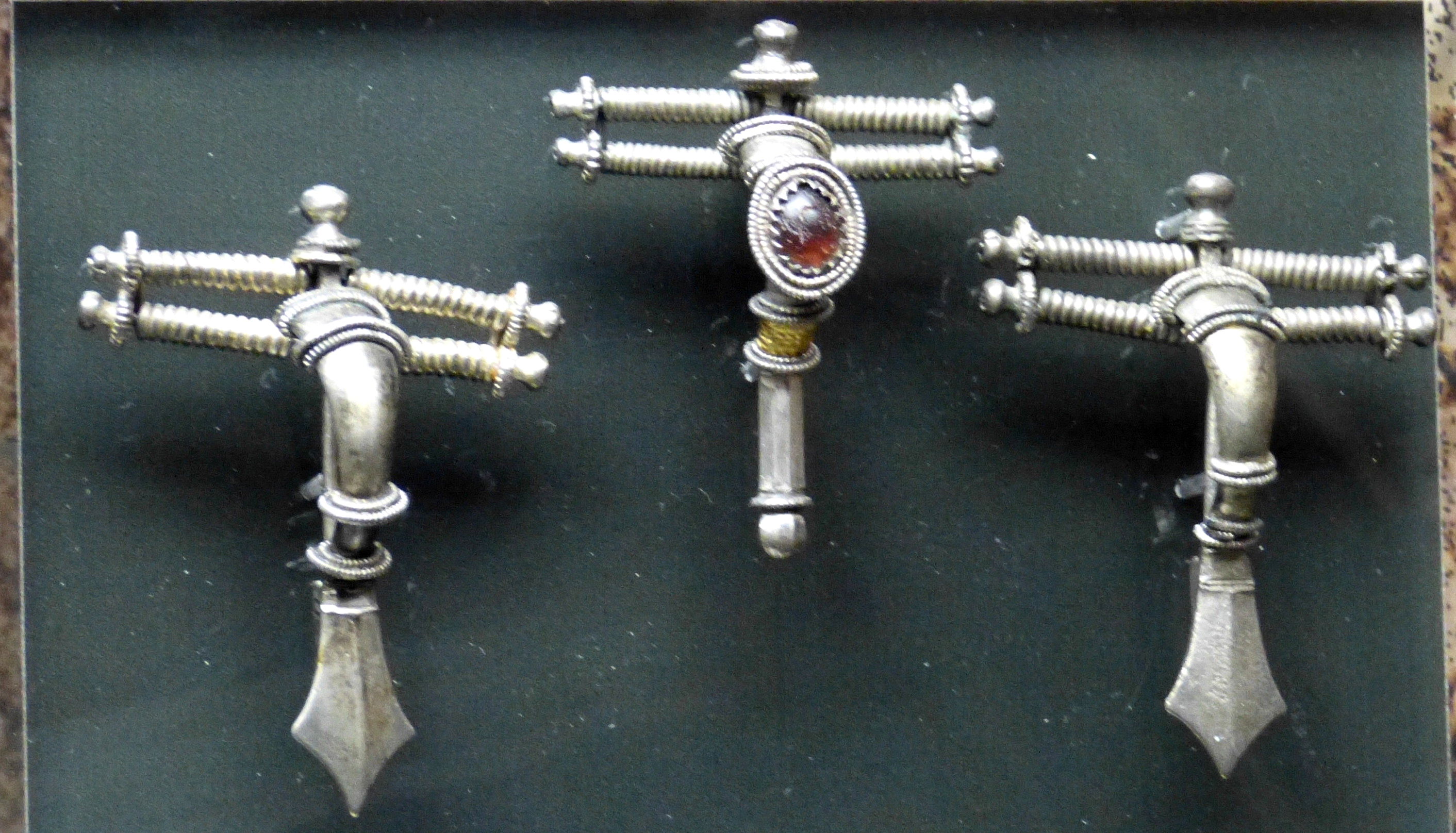
Fibeln aus dem Fürstinnengrab von Haßleben, Museum für Ur- und Frühgeschichte in Thüringen (Weimar)

Charakteristisch für die Haßleben-Leuna-Gruppe sind Körperbestattungen mit teilweise außerordentlich reichen Grabbeigaben. Zu diesen Beigaben zählen Goldschmuck (Fibeln, Halsringe, Fingerringe), römische Importgegenstände (Goldmünzen, Bronzegeschirr, Gläser oder Keramik), Sporen als Anzeichen für Berittene, silberne (nicht gebrauchsfähige) Pfeilspitzen, Brettspiele als Indiz für eine anspruchsvolle Freizeitgestaltung, außerdem auch einheimische Produkte wie handgemachte Keramik.

## Datierung
Neben der relativen Datierung in die jüngere Kaiserzeit bieten römische Importstücke gute absolute Datierungshinweise. Mehrfach wurden etwa Goldmünzen der Gallischen Sonderkaiser gefunden, die eine Münzdatierung ins späte 3. und frühe 4. Jahrhundert rechtfertigen.

## Verbindungen ins römische Reich
Importgegenstände und Münzen legen den Schluss nahe, dass die Träger der Haßleben-Leuna-Gruppe intensive Kontakte ins römische Reich hatten. Wahrscheinlich standen sie als Söldner in römischem Dienst und kehrten danach in ihre Heimat zurück.

## Technologietransfer
In Haarhausen wurde ein Töpfereikomplex ausgegraben, in dem im späten 3. Jahrhundert nach Christus Drehscheibenkeramik nach römischen Vorbildern in Töpferöfen hergestellt wurde, die ebenfalls römischen Ofenformen nachempfunden sind. Die Träger der Haßleben-Leuna-Gruppe waren also offenbar bemüht, eine Warenversorgung durch Technologietransfer sicherzustellen.

## Verbindungen nach Böhmen
Jüngere Forschungen (Droberjar 2007) ergaben, dass sich ab der zweiten Hälfte des dritten Jahrhunderts ein starker Einfluss der zentralen deutschen Haßleben-Leuna Gruppe in Nordwest- und Ostböhmen aufzeigen lässt. In erster Linie betrifft dies die Halsringe, die in der Regel mit birnenförmigen Verschlüssen versehen sind, die Faltenbecher, die Drehscheibenkeramik und die sogenannten „Elbefibeln“ („Elbebroschen“). Zudem gibt es in Böhmen im Vergleich zu den Grabbeigaben aus Brandgräbern aus der späten Kaiserzeit eine relativ hohe Konzentration an "reichen" Körpergräbern – ein Indiz für die Existenz einer lokalen germanischen Elite. 
Droberjar erforschte die Frauengräber von Soběsuky (Blažek 1995, S. 145–148), Slepotice (Beková – Droberjar 2005) und Hostivice (unveröffentlicht). Auf der Suche nach Vergleichen für drei der reichsten kürzlich untersuchten Gräber aus der späten Kaiserzeit in Böhmen, gelangte er zu den sogenannten „Häuptlingsgräbern“ in Mitteldeutschland und Polen und stellte fest, dass die Grabbeigaben zu den reichsten Frauengräbern gehören, denen es nicht an Bronze-, Silber- und Glasgefäßen sowie anderen luxuriösen Gegenständen mangelt.
Vereinzelte alte Funde mit einem nicht näher identifizierbaren Kontext wie die prunkvollen Goldohrringe von Chlumin, ein paar silberne Sporen aus der Region Litoměřice oder auch die massiven Goldarmbänder aus dem Prager Becken zeigen, dass eben in Böhmen die höchste germanische (Sueben) Elite existierte.